# Deuxième circonscription de Rennes
La deuxième circonscription de Rennes est l'une des huit circonscriptions législatives françaises que comptait le département d'Ille-et-Vilaine de 1876 à 1885, de 1889 à 1919 et de 1928 à 1940.
François Joly (Rép.G) en fut le dernier député.

## La circonscription de 1876 à 1885
Dans le découpage électoral de 1875, la deuxième circonscription de Rennes fait partie des huit circonscriptions d'Ille-et-Vilaine.
Elle était composée des cantons de Châteaugiron, Hédé, Janzé, Liffré, Mordelles et Saint-Aubin-d'Aubigné.

### Historique des députations
| Législature | Début de mandat | Fin de mandat   | Député                | Parti politique | Observations |
| ----------- | --------------- | --------------- | --------------------- | --------------- | ------------ |
| Ire         | 9 mars 1876     | 25 juin 1877    | Félix Martin-Feuillée | UR              |              |
| IIe         | 7 novembre 1877 | 27 octobre 1881 | Félix Martin-Feuillée | UR              |              |
| IIIe        | 28 octobre 1881 | 9 novembre 1885 | Félix Martin-Feuillée | UR              |              |

### Historique des élections

#### Élections de 1876
|          | Félix Martin-Feuillée | Union républicaine | 10 777 | 97,93  |  |  |  |  |
|          |                       |                    |        |        |  |  |  |  |
| Inscrits | Inscrits              | Inscrits           | 17 243 | 100,00 |  |  |  |  |
| Votants  | Votants               | Votants            | 11 005 | 63,82  |  |  |  |  |
| Exprimés | Exprimés              | Exprimés           | 10 864 | 98,72  |  |  |  |  |

#### Élections de 1877
|                  | Félix Martin-Feuillée * | Union républicaine | 8 681  | 56,47  |  |  |  |
|                  | Alexandre de Piré       | Bonapartiste       | 6 597  | 42,91  |  |  |  |
|                  |                         |                    |        |        |  |  |  |
| Inscrits         | Inscrits                | Inscrits           | 17 994 | 100,00 |  |  |  |
| Votants          | Votants                 | Votants            | 15 410 | 85,64  |  |  |  |
| Exprimés         | Exprimés                | Exprimés           | 15 374 | 99,77  |  |  |  |
| * Député sortant |                         |                    |        |        |  |  |  |

#### Élections de 1881
|                  | Félix Martin-Feuillée * | Union républicaine | 10 038 | 92,13  |  |  |  |
|                  |                         |                    |        |        |  |  |  |
| Inscrits         | Inscrits                | Inscrits           | 17 963 | 100,00 |  |  |  |
| Votants          | Votants                 | Votants            | 10 896 | 60,66  |  |  |  |
| Exprimés         | Exprimés                | Exprimés           | 10 575 | 97,05  |  |  |  |
| * Député sortant |                         |                    |        |        |  |  |  |

## La circonscription de 1889 à 1919
Elle reprend le découpage de 1875.

### Historique des députations
| Législature | Début de mandat   | Fin de mandat   | Député                     | Parti politique | Observations |
| ----------- | ----------------- | --------------- | -------------------------- | --------------- | ------------ |
| Ve          | 22 septembre 1889 | 14 octobre 1893 | Paul Carron de La Carrière | Réactionnaire   |              |
| VIe         | 15 octobre 1893   | 31 mai 1898     | René Brice                 | ULR             |              |
| VIIe        | 1er juin 1898     | 31 mai 1902     | René Brice                 | ULR             |              |
| VIIIe       | 1er juin 1902     | 31 mai 1906     | René Brice                 | Prog.           |              |
| IXe         | 1er juin 1906     | 31 mai 1910     | René Brice                 | FR              |              |
| Xe          | 1er juin 1910     | 31 mai 1914     | René Brice                 | FR              |              |
| XIe         | 1er juin 1914     | 7 décembre 1919 | René Brice                 | FR              |              |

### Historique des élections

#### Élections de 1889
|                  | Paul Carron de La Carrière * | Monarchiste  | 7 694  | 51,00  |  |  |  |
|                  | Félix Martin-Feuillée *      | Opportuniste | 5 746  | 38,09  |  |  |  |
|                  | Eugène Ménard                | Boulangiste  | 1 642  | 10,88  |  |  |  |
|                  |                              |              |        |        |  |  |  |
| Inscrits         | Inscrits                     | Inscrits     | 18 117 | 100,00 |  |  |  |
| Votants          | Votants                      | Votants      | 15 209 | 83,95  |  |  |  |
| Exprimés         | Exprimés                     | Exprimés     | 15 088 | 99,20  |  |  |  |
| * Député sortant |                              |              |        |        |  |  |  |

#### Élections de 1893
|                  | René Brice                   | Union libérale | 8 807  | 58,38  |  |  |  |
|                  | Paul Carron de La Carrière * | Monarchiste    | 6 288  | 41,68  |  |  |  |
|                  |                              |                |        |        |  |  |  |
| Inscrits         | Inscrits                     | Inscrits       | 18 192 | 100,00 |  |  |  |
| Votants          | Votants                      | Votants        | 15 217 | 83,65  |  |  |  |
| Exprimés         | Exprimés                     | Exprimés       | 15 087 | 99,15  |  |  |  |
| * Député sortant |                              |                |        |        |  |  |  |

#### Élections de 1898
|                  | René Brice * | Union libérale | 12 635 | 92,05  |  |  |  |
|                  |              |                |        |        |  |  |  |
| Inscrits         | Inscrits     | Inscrits       | 18 048 | 100,00 |  |  |  |
| Votants          | Votants      | Votants        | 13 726 | 76,05  |  |  |  |
| Exprimés         | Exprimés     | Exprimés       | 12 668 | 92,29  |  |  |  |
| * Député sortant |              |                |        |        |  |  |  |

#### Élections de 1902
|                  | René Brice *  | Progressiste | 12 635 | 92,05  |  |  |  |
|                  | Philippe Huet | POF          | 26     | 0,19   |  |  |  |
|                  |               |              |        |        |  |  |  |
| Inscrits         | Inscrits      | Inscrits     | 17 636 | 100,00 |  |  |  |
| Votants          | Votants       | Votants      | 14 101 | 76,96  |  |  |  |
| Exprimés         | Exprimés      | Exprimés     | 13 607 | 96,50  |  |  |  |
| * Député sortant |               |              |        |        |  |  |  |

#### Élections de 1906
|                  | René Brice * | Progressiste | 13 798 | 94,98  |  |  |  |
|                  |              |              |        |        |  |  |  |
| Inscrits         | Inscrits     | Inscrits     | 17 924 | 100,00 |  |  |  |
| Votants          | Votants      | Votants      | 14 527 | 81,05  |  |  |  |
| Exprimés         | Exprimés     | Exprimés     | 13 810 | 95,06  |  |  |  |
| * Député sortant |              |              |        |        |  |  |  |

#### Élections de 1910
|                  | René Brice * | Progressiste | 13 111 | 93,90  |  |  |  |
|                  |              |              |        |        |  |  |  |
| Inscrits         | Inscrits     | Inscrits     | 17 694 | 100,00 |  |  |  |
| Votants          | Votants      | Votants      | 13 963 | 78,91  |  |  |  |
| Exprimés         | Exprimés     | Exprimés     | 13 136 | 94,08  |  |  |  |
| * Député sortant |              |              |        |        |  |  |  |

#### Élections de 1914
|                  | René Brice * | Progressiste (FR) | 12 090 | 90,54  |  |  |  |
|                  |              |                   |        |        |  |  |  |
| Inscrits         | Inscrits     | Inscrits          | 17 550 | 100,00 |  |  |  |
| Votants          | Votants      | Votants           | 13 353 | 76,09  |  |  |  |
| Exprimés         | Exprimés     | Exprimés          | 12 090 | 90,54  |  |  |  |
| * Député sortant |              |                   |        |        |  |  |  |

## La circonscription de 1928 à 1940
Dans le découpage électoral de 1927, la deuxième circonscription de Rennes fait partie des huit circonscriptions d'Ille-et-Vilaine.
Elle était composée des cantons suivants :
- Canton de Châteaugiron
- Canton de Janzé
- Canton de Mordelles
- Canton de Rennes-Sud-Est
- Canton de Rennes-Sud-Ouest

### Historique des députations
| Législature | Début de mandat | Fin de mandat  | Député            | Parti politique | Observations                                                                                       |
| ----------- | --------------- | -------------- | ----------------- | --------------- | -------------------------------------------------------------------------------------------------- |
| XIVe        | 1er juin 1928   | 8 août 1930    | François Guérault | Rép.G           | Décédé le 8 août 1930, il est remplacé à partir du 19 octobre 1930 par Léon Thébault (Ind.G-Rad.). |
| XIVe        | 19 octobre 1930 | 31 mai 1932    | Léon Thébault     | Ind.G           | |
| XVe         | 1er juin 1932   | 31 mai 1936    | Léon Thébault     | Ind.G           | |
| XVIe        | 1er juin 1936   | 9 juillet 1940 | François Joly     | Rép.G           | |

### Historique des élections

#### Élections de 1928
| Candidats | Candidats                 | Étiquette          | Premier tour | Premier tour | Ballotage | Ballotage |  |
| Candidats | Candidats                 | Étiquette          | Voix         | %            | Voix      | %         |  |
| --------- | ------------------------- | ------------------ | ------------ | ------------ | --------- | --------- |  |
|           | François Guérault         | Répub. de gauche   | 4 946        | 27,90        | 10 025    | 58,33     |  |
|           | Léon Thébault             | Radical socialiste | 3 622        | 20,43        | 6 678     | 38,86     |  |
|           | Étienne Bourrut-Lacouture | URD-JP             | 3 598        | 20,30        | 36        | 0,21      |  |
|           | Eugène Quessot            | SFIO               | 2 403        | 13,56        |           |           |  |
|           | Félix Deldon              | URD-PDP            | 1 849        | 10,43        |           |           |  |
|           | Marcel Carré              | PC-SFIC            | 1 108        | 6,25         | 447       | 2,60      |  |
|           |                           |                    |              |              |           |           |  |
| Inscrits  | Inscrits                  | Inscrits           | 20 998       | 100,00       | 20 998    | 100,00    |  |
| Votants   | Votants                   | Votants            | 17 894       | 85,22        | 17 376    | 82,75     |  |
| Exprimés  | Exprimés                  | Exprimés           | 17 526       | 97,94        | 17 186    | 98,91     |  |

#### Élections partielles de 1930
| Candidats | Candidats        | Étiquette           | Premier tour | Premier tour | Ballotage | Ballotage |  |
| Candidats | Candidats        | Étiquette           | Voix         | %            | Voix      | %         |  |
| --------- | ---------------- | ------------------- | ------------ | ------------ | --------- | --------- |  |
|           | Léon Thébault    | Ind. gauche-Radical | 6 234        | 39,37        | 9 157     | 57,97     |  |
|           | Charles Jacquard | Répub. nat-PDP      | 5 787        | 36,55        | 6 284     | 39,79     |  |
|           | Eugène Quessot   | SFIO                | 2 843        | 17,96        | 27        | 0,17      |  |
|           | Henry Noël       | Répub. de gauche    | 516          | 3,26         | 6         | 0,04      |  |
|           | Charles Manceau  | PC-SFIC             | 373          | 2,36         | 221       | 1,40      |  |
|           | René Arot        | PAB                 | 81           | 0,51         | 98        | 0,62      |  |
|           |                  |                     |              |              |           |           |  |
| Inscrits  | Inscrits         | Inscrits            | 20 407       | 100,00       | 20 407    | 100,00    |  |
| Votants   | Votants          | Votants             | 16 090       | 78,85        | 16 097    | 78,88     |  |
| Exprimés  | Exprimés         | Exprimés            | 15 834       | 98,41        | 15 792    | 98,11     |  |

#### Élections de 1932
| Candidats        | Candidats       | Étiquette                    | Premier tour | Premier tour | Ballotage | Ballotage |  |
| Candidats        | Candidats       | Étiquette                    | Voix         | %            | Voix      | %         |  |
| ---------------- | --------------- | ---------------------------- | ------------ | ------------ | --------- | --------- |  |
|                  | Léon Thébault * | Ind.G- (sout. Rad.soc.-SFIO) | 9 117        | 49,87        | 9 428     | 50,86     |  |
|                  | François Joly   | Répub. de gauche             | 8 309        | 45,45        | 8 974     | 48,41     |  |
|                  | Jules Lorand    | URD-JP                       | 489          | 2,68         |           |           |  |
|                  | Pierre Martin   | PC-SFIC                      | 367          | 2,01         | 134       | 0,72      |  |
|                  |                 |                              |              |              |           |           |  |
| Inscrits         | Inscrits        | Inscrits                     | 21 329       | 100,00       | 21 329    | 100,00    |  |
| Votants          | Votants         | Votants                      | 18 461       | 86,55        | 18 665    | 87,51     |  |
| Exprimés         | Exprimés        | Exprimés                     | 18 282       | 99,03        | 18 536    | 99,31     |  |
| * Député sortant |                 |                              |              |              |           |           |  |

#### Élections de 1936
| Candidats        | Candidats       | Étiquette                  | Premier tour | Premier tour | Ballotage | Ballotage |  |
| Candidats        | Candidats       | Étiquette                  | Voix         | %            | Voix      | %         |  |
| ---------------- | --------------- | -------------------------- | ------------ | ------------ | --------- | --------- |  |
|                  | François Joly   | Répub. de gauche-RIAS      | 9 090        | 48,09        | 10 871    | 58,43     |  |
|                  | Eugène Quessot  | SFIO                       | 5 146        | 27,22        | 7 734     | 41,57     |  |
|                  | Léon Thébault * | Ind. gauche - Radical ind. | 3 633        | 19,22        |           |           |  |
|                  | Charles Leroy   | PC-SFIC                    | 1 035        | 5,48         |           |           |  |
|                  |                 |                            |              |              |           |           |  |
| Inscrits         | Inscrits        | Inscrits                   | 22 663       | 100,00       | 22 663    | 100,00    |  |
| Votants          | Votants         | Votants                    | 19 332       | 85,30        | 19 205    | 84,74     |  |
| Exprimés         | Exprimés        | Exprimés                   | 18 904       | 97,79        | 18 605    | 96,88     |  |
| * Député sortant |                 |                            |              |              |           |           |  |